# Даниловка (Великомихайловский район)
Даниловка (укр. Данилівка) — село, относится к Великомихайловскому району Одесской области Украины.
Население по переписи 2001 года составляло 48 человек. Почтовый индекс — 67154. Телефонный код — 8-04859. Занимает площадь 0,78 км².
По состоянию на 2021 год, населения составляет 5 человек.

## Местный совет
67154, Одесская обл., Великомихайловский р-н, с. Першотравневое, ул. Димитрова, 3